# Parque nacional Veluwezoom
El Parque nacional Veluwezoom (en neerlandés: Nationaal Park Veluwezoom) es un parque nacional situado en la provincia neerlandesa de Gelderland. Este territorio es el parque nacional más antiguo de los Países Bajos. Se trata de un área de 50 kilómetros cuadrados en el extremo sureste de Veluwe. Tiene un relieve pronunciado para los estándares holandeses, con el punto más alto en el parque a unos 110 metros sobre el nivel del mar. Se trata de un parque privado nacional, propiedad de Vereniging Natuurmonumenten, la organización de conservación de la naturaleza más grande en los Países Bajos.
El paisaje del parque se compone de  bosques y montes, que se mantienen abiertos para el pastoreo de ganado del altiplano. La fauna nativa está representada por ciervos, jabalíes, tejones, entre otros.